# キリル・レリク
キリル・レリク（Kiryl Relikh、1989年11月26日 - ）は、ベラルーシのプロボクサー。バラーナヴィチ出身。元WBA世界スーパーライト級王者。

## 来歴

### アマチュア時代
2008年、ヨーロッパアマチュアボクシング選手権にフェザー級(57kg)で出場し、2回戦で敗退した。

### プロ時代
2011年4月21日、ミンスクでデビュー戦を行い、4回3-0の判定勝ちを収め白星発進をした。
2016年10月7日、グラスゴーのThe SSE HydroでWBA世界スーパーライト級王者のリッキー・バーンズと対戦し、12回0-3（110-118、112-116×2）の判定負けを喫し王座獲得に失敗した。
2017年5月20日、メリーランド州オクソン・ヒルのMGMナショナル・ハーバーでゲーリー・ラッセル・ジュニア対オスカル・エスカンドンの前座でWBA世界スーパーライト級2位のランセス・バルテレミーとWBA世界スーパーライト級挑戦者決定戦を行い、12回0-3（110-116、111-115、109-117）の判定負けを喫しジュリアス・インドンゴへの挑戦権獲得に失敗した。
2017年5月25日、WBAは上述のランセス・バルテレミーとの間で行われたWBA世界スーパーライト級挑戦者決定戦の採点に問題があるとしてバルテレミーとレリクに対し再戦するよう指令を出した。
2018年3月10日、テキサス州サンアントニオのフリーマン・コロシアムにてセルゲイ・リピネッツ対ミゲル・アンヘル・ガルシア戦の前座で、WBA世界スーパーライト級1位のランセス・バルテレミーとWBA世界スーパーライト級王座決定戦を行い、12回3-0（117-110、118-109×2）の判定勝ちを収め王座獲得に成功、10ヵ月ぶりの再戦で前戦の借りを返した。
2018年10月7日、横浜アリーナで行われたWorld Boxing Super Seriesスーパーライト級一回戦で元IBF・IBO世界スーパーライト級王者でWBA世界スーパーライト級1位のエドゥアルド・トロヤノフスキーと対戦し、12回判定勝ちを収め、初防衛に成功しWBSSの準決勝に進出した。
2019年4月27日、ルイジアナ州ラファイエットにあるケイジャンドームで行われたWBSS準決勝でWBC世界ダイヤモンド王者のレジス・プログレイスと対戦し、6回1分36秒TKO負けを喫しWBA王座は2度目の防衛に失敗、王座から陥落しWBCダイヤモンド王座の獲得に失敗しWBSSは準決勝で敗退した。

## 獲得タイトル
- WBAインターコンチネンタルスーパーライト級王座
- WBA世界スーパーライト級王座（防衛1）